# Денситометрія (медицина)
Денситометрія (у медицині) — діагностична методика для визначення мінеральної щільності кісток скелету. Для проведення денситометрії наразі використовується декілька методик, побудованих на різних фізичних принципах, що відображено у їхніх назвах. На теперішній час (травень 2023 року) найбільш поширені наступні різновиди денситометрії:
- Двохенергетична рентгенівська абсорбціометрія (англ. dual energy X-ray absorptiometry — DEXA, або DXA).
- Кількісна комп'ютерна томографія (англ. quantitative computed tomography — QCT).
- Ультразвукова кількісна денситометрія (англ. quantitative ultrasound — QUS).

## Показання
Денситометрія — дослідження, результати якого є вирішальними для встановлення діагнозу остеопорозу. Щільність кісток за результатами денситометрії виражається як показник Т, який вказує, наскільки щільність кістки у обстеженого пацієнта відрізняється від нормального середнього значення для здорових людей. Слід зауважити, що для встановлення діагнозу остеопорозу лікар повинен врахувати не лише показник денситометрії, а й фактори ризику, які можуть впливати на стан кісткової тканини.
Рекомендовані показання для проведення денситометрії:
- Вік понад 50 років для жінок і понад 60 років — для чоловіків.
- Рання менопауза, тривала аменорея, інші гормональні розлади.
- Жінки після чисельних вагітностей та грудного вигодовування.
- Тривалий прийом певних лікарських засобів: кортикостероїди, гормональні контрацептиви, діуретики, протиепілептичні засоби, транквілізатори.
- Первинний та вторинний гіпогонадизм різної етіології.
- Порушення постави, деформації хребта, тривалий біль у спині.
- Множинні переломи в анамнезі.
- Випадки остеопорозу у сімейному анамнезі.
- Цукровий діабет.
- Хронічна ниркова недостатність.
- Тривалі неповноцінні дієти та хронічні захворювання кишківника.
- Діти та підлітки при наявності факторів ризику остеопорозу.

## Методики

### Двохенергетична рентгенівська абсорбціометрія (ДРА)

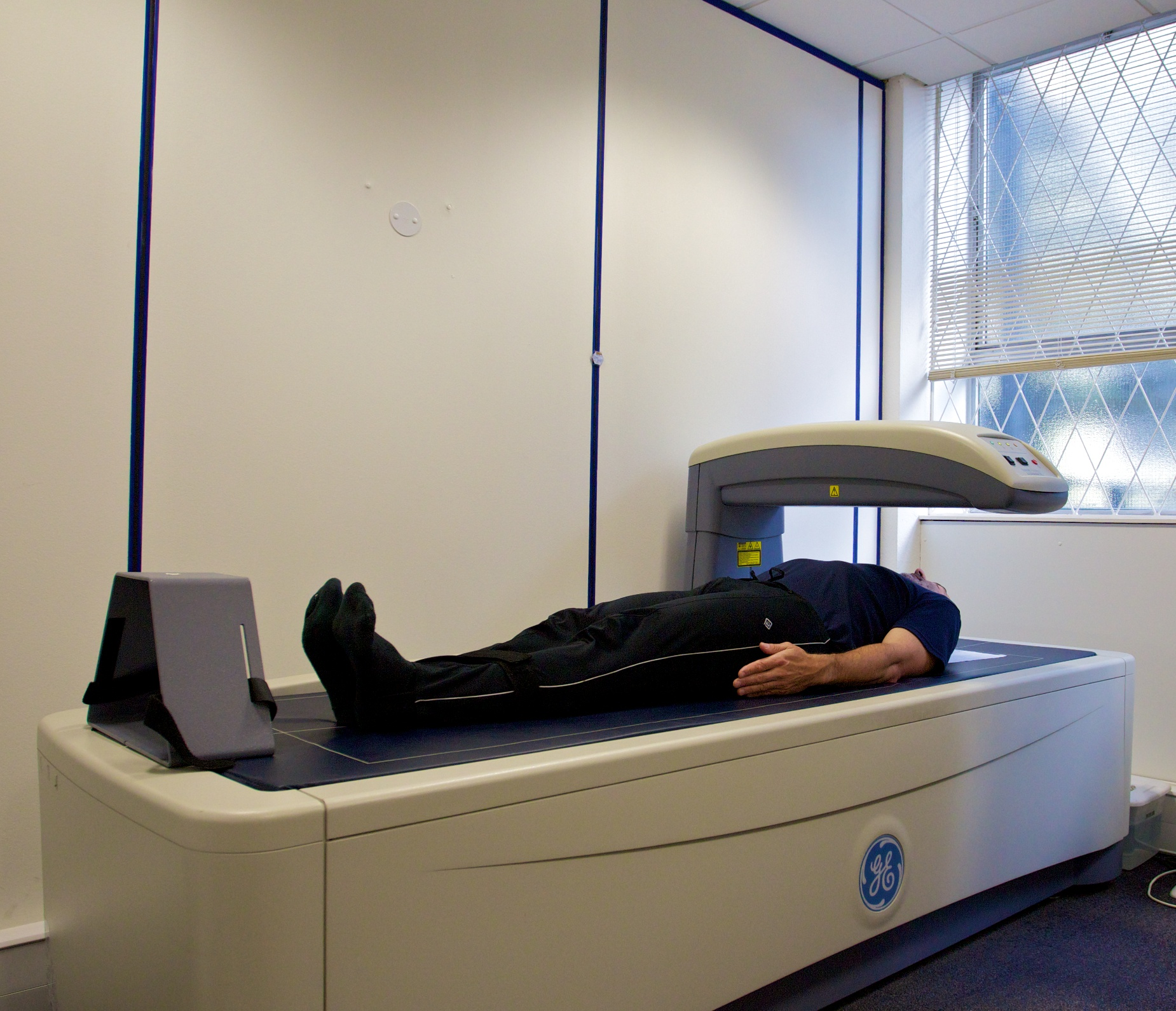
Пацієнт у сканері DXA

На теперішній час (травень 2023 року) ДРА (англ. DXA) є найбільш точним методом діагностики стану кісткової тканини і єдиним методом, що рекомендований Міжнародним Товариством Клінічної Денситометрії (англ. The International Society For Clinical Densitometry (ISCD)) для достовірної діагностики остеопорозу (методи, відмінні від DXA, не рекомендуються для встановлення діагнозу остеопорозу).
Дослідження здійснюється за допомогою спеціального рентгенівського апарату — рентгенівського денситометра. Під час обстеження пацієнт перебуває у положенні лежачи на столі (при дослідженні поперекового відділу хребта, проксимального кінця стегнової кітки чи цілого скелету), рідше — у положенні сидячи (дослідження кісток передпліччя). Рентгенівська трубка через систему фільтрів емітує 2 пучки рентгенівських променів із різною енергією, які по-різному поглинаються кістковою тканиною та м'якими тканинами. Доза іонізуючого випромінювання, яку одержує пацієнт, приблизно у 30 разів менша, аніж при звичайній рентгенографії. Результати вимірювання енергії, яка досягла детектора, виражені в еквівалентах гідроксиапатиту та перераховуються на досліджувану поверхню; в результаті отримується показник т. зв. «поверхневої щільності». DXA характеризуються високою точністю і відтворюваністю.
Це дослідження потребує деякої підготовки. Необхідно попередити лікаря (рентгенолога) або рентгенлаборанта, про наявну вагітність, або якщо вам нещодавно виконували дослідження з рентгенконтрасними речовинами (сульфат барію всередину або ін'єкцію іншої речовини для КТ або радіоізотопного сканування). Потрібно зняти усі прикраси і вдягнути зручний одяг. Вас можуть попросити надіти медичний халат. Не слід приймати добавки з кальцієм принаймні за 24 години до дослідження.

### Кількісна комп'ютерна томографія (QCT)

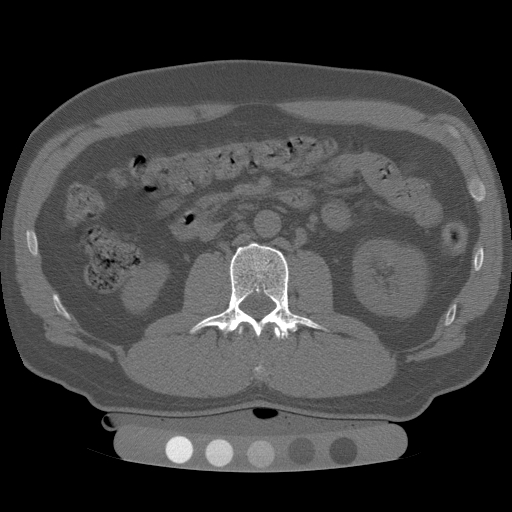
Зображення кортикальної та трабекулярної кістки хребта за допомогою кількісної комп'ютерної томографії. Вимірюється лише центральна трабекулярна частина.

Метод кількісної комп'ютерної томографії дозволяє здійснити тривимірну оцінку кісток (осьового та периферичного скелета) — об'єктивне вимірювання густини кістки в об'ємних одиницях (г/см³), особливо для трабекулярних кісток. Методика ґрунтується на об'ємній реконструкції картини, отриманої шляхом аналізу поглинутих кісткою рентгенівських променів. Відтворюваність QCT становить 2–4 %, а її недоліками є висока доза випромінювання, низька точність (5–15 %), висока вартість дослідження та низька доступність.
Різновидом QCT є кількісна комп'ютерна томографія з високою роздільною здатністю (HR-pQCT), яка дозволяє провести точнішу якісну оцінку кісткової тканини, однак на даний час використовується лише для наукових досліджень. Як і метод кінцевих елементів (англ. finite element analysis — FEA), метод HR-pQCT є спробою застосування техніки комп'ютерної симуляції для визначення міцності та опірності матеріалів до діючої сили (на даний час застосовується при проєктуванні в промисловості) для оцінки податливості кісток до переломів.

### Ультразвукова кількісна денситометрія (QUS)
QUS є методом вимірювання мінеральної густини кісткової тканини п'яткової кістки, великогомілкової кістки або фаланг пальців. Пристрої для QUS вимірюють коефіцієнт широкосмугового загасання ультразвуку спричинений кістковою тканиною (англ. broadbound ultrasonic attenuation — BUA) та швидкість поширення ультразвуку в кістковій тканині (англ. speed of sound — SOS). Значення BUA і SOS залежать від кількості кісткової тканини, що зустрічається на шляху ультразвукової хвилі, а також від мікроархітектури трабекулярної кістки. Насамперед цей метод дозволяє оцінити якісні параметри кістки, і в другу чергу — її густину (остання, екстраполюється виробниками УЗД за результатами, отриманими в загальній популяції референтним методом — DXA). На даний час QUS вважається методом, який не підходить для діагностики та моніторингу натурального перебігу остеопенії та остеопорозу, а також для оцінки ефективності лікування.
Хоча QUS не є рекомендованим діагностичним методом, Міжнародне товариство клінічної денситометрії допускає, що фармакологічне лікування остеопорозу може бути розпочато, якщо ймовірність перелому, оцінена за допомогою QUS п'яткової кістки з використанням порогових значень пристрою та у поєднанні з клінічними факторами ризику, є достатньо високою і якщо DXA неможливо здійснити.
QUS не можна використовувати для моніторингу скелетних ефектів лікування остеопорозу.